# Jaime Poniachik
Jaime Poniachik (Montevideo, 1943 - Argentina, 13 de junio de 2011) fue un matemático y editor uruguayo, creador de juegos de ingenio, acertijos lógicos, de matemática y de palabras.

## Actividad profesional
En Uruguay colaboró con el escritor Mario Levrero, también crucigramista, en la revista Misia Dura de Jorge Sclavo, que aparecía como suplemento del diario El Popular. 
En 1974 publicó Acertijos derviches, “un libro de cuentos con enigma…cuentos generosamente plagiados y mutilados de las hermosas antologías derviches escritas por el poeta persa Idries Shah …acertijos recogidos en los barrios suburbanos de la lógica y el sentido común…(para) brindar una simple diversión; si alguien logra extraer alguna enseñanza o propósito distinto, está en su completo derecho”.
En Argentina creó La Revista del Snark en 1976, publicación mensual de recreación mental, con juegos de ingenio, reglas de juegos de tablero y comentarios sobre publicaciones relacionadas con el pensamiento lógico, entre otros temas. Solamente se editaron diez números, pero fue la base para que aparecieran otras revistas similares. Junto a Daniel Samoilovich publicó la revista Juegos para gente de mente en 1982; más tarde la dupla fundó Juegos & Co. S.R.L. que giró bajo el nombre comercial Ediciones de Mente (1980), de donde surgieron las revistas Quijote (1986), Cruzadas, Clip y Pictologic, entre otras; un juego de tablero diseñado por el equipo creativo, Carrera de Mente; y una colección de libros de lógica recreativa.
Con el seudónimo de Tadeo Monevín creó un juego de cartas Tango De mente, que nació “hace años en charlas de sobremesa”, “a partir de las historias que cuentan las letras de tango…se aprende rápido y su reglamento ocupa apenas las cuatro páginas iniciales del libro”.
En 1992 comenzó a editar la revista El Acertijo que estuvo en circulación hasta 1997. Publicó, entre otros títulos, el libro Jugar con Borges, con adivinanzas y entretenimientos sobre la base de los poemas y cuentos de Jorge Luis Borges, y un texto apócrifo de Julio Cortázar, El dado egocéntrico, que generó una serie de situaciones equívocas entre 1969 y 1975 en la que fueron protagonistas Jaime Poniachik, Félix Grande, Elvio Gandolfo, Edmundo Valadés, Abelardo Castillo y Julio Cortázar.
En 1996 fue uno de los impulsores del 2° Congreso Argentino de Juegos de Ingenio organizado por la Asociación de Juegos de Ingenio de la República Argentina (AJIRA) presidida por entonces por el matemático Pablo Coll y la Asociación de Estudiantes de Ciencias de la Administración, que fuera declarado de interés cultural por la Secretaría de Cultura de la Nación y que tuvo lugar en Concordia los días 5 y 6 de octubre.

## Opiniones
En una nota editorial de la revista Humor y Juegos n° 26  pág. 3 de noviembre de 1982, Poniachik se refirió a los resultados de un concurso de dibujos diciendo “Es un verdadero espectáculo de ingenio y creatividad. ¿Sabrán las sombrías autoridades que gobiernan a la República Argentina sacar alguna enseñanza de esta pequeña experiencia?” y sigue más adelante “Fue el escritor Arthur Koestler quien destacó que la estructura de los procesos creativos es la misma en todas las actividades, y que lo único que las diferencia es su clima emocional. En la ciencia el razonamiento intenta una neutralidad emotiva. En el arte, en cambio, la obra aspira a despertar una alta emotividad positiva. En el juego –como en el humor- se busca una confrontación festiva.”
En La revista del Snark n° 3 de agosto de 1976: “Lo primero que tiene que darme un juego es diversión (de lo contrario yo no entro). Si además me deja una ayuda, un consejo, una enseñanza, tanto mejor”.
En el n° 1 pág. 2 de mayo de 1976: “La del Snark es una revista de Juegos y entretenimientos. Esto es, al menos, lo que nosotros creemos….Cuando tuvimos la idea de hacer la revista nos constaba que la recreación mental tiene pocos seguidores. No fue razón para detenernos. Sabíamos, al mismo tiempo, y esto es lo importante, que los pocos aficionados son lectores activos; vale decir, que resuelven problemas y que también los inventan, que les gusta recibir un juego nuevo y que también les gusta crear otros”.

## Manifestaciones en un reportaje
"Siempre es una sorpresa cuál es el juego que encandila en el momento. De repente aparece un juego como el famoso Buscaminas, que es muy simple, y acapara la atención. Creo que los juegos tienen que ver con el arte. Por ejemplo, se dice: «Después del arte de tal época, este va a seguir cada vez más detallista». Y de repente aparece un arte despojado, con cuatro líneas y eso es lo que la sensibilidad de la gente estaba esperando."
"...los juegos son atemporales. Si de aquí a diez años la computación no sólo le gana un torneo a Kasparov sino todos, es posible que haya que encontrar otras variantes. Porque el ajedrez pasaría a ser como el tatetí, eso de que «si pongo la ficha en el medio, gano». Pero la mecánica de mover fichas es atemporal."
"...noto que cuando se piensa que algo pasó al olvido, de repente se recupera. Por ejemplo, lo curioso del truco es que se juega mucho en el secundario. Cuando parece que algo es una antigüedad, vuelve. El TEG volvió, después de haber estado durante unos años relegado, comenzó a jugarse nuevamente."
"...En juegos que han sido muy populares durante un tiempo se produce un cansancio, una saturación que es natural; la misma que se produce con un programa de televisión. El gran éxito dura un tiempo, después la gente se da cuenta de que no trae un ingrediente que es fundamental: no se renueva. Entonces son boom sólo durante cierto tiempo. Generalmente los resurgimientos se dan cada diez o veinte años. En consecuencia, no son juegos malos. Lo que pasa es que, como las reglas no varían, después de un cierto tiempo cansan."
"...un juego de mesa...para tener éxito...uno (de los requisitos) es la duración, que debe ser la de una película, más o menos 90 minutos. Tiene que generar interacción: si el jugador está cinco minutos y no actúa, satura al contrincante. Además, el objetivo, aunque resulte complejo lograrlo, tiene que ser muy simple, como matar al rey o quitar los veinte puntos al otro jugador."
"...En general en cada país hay dos o tres juegos de naipes que son nacionales. Acá es el truco, en Inglaterra es el bridge, que aquí se lo toma como un juego de cierto estatus social, pero allá lo juegan los obreros."

## Libros
- 1974 - Acertijos derviches. Ilustración de Kalondi (Héctor Compareid).
- 1979 - Cómo jugar y divertirse con sus amigos (de noche).
- 2003 - Jugar con Borges.
- 2008 - Cómo jugar y divertirse con su inteligencia. En coautoría con Lea Poniachik.
- 2008 - Situaciones problemáticas. Desafíos matemáticos.
- 2009 - Nuevos Solitarios Clásicos. En coautoría con Rodolfo Kurchan, ediciones Capicua.
- 2009 - Nuevos Desafíos Lógicos. En coautoría con Rodolfo Kurchan, ediciones Capicua.
- 2011 - Excursiones matemáticas.
- 2014 - Nuevos Acertijos con Numeros. En coautoría con Rodolfo Kurchan, ediciones Capicua.

## Homenaje
Un grupo de personas ludófilas, afines a los acertijos y las matemáticas realiza cada año un encuentro que, en honor a dos matemáticos y ludólogos, se denomina "Festival del ingenio para celebrar el ingenio de Martin Gardner y Jaime Poniachik".

## Juegos en formato digital
- Cabeza: un gran juego de tablero creado por Jaime Poniachik en el cual se mezcla un tablero 2D con fichas que deben rotar en 3D. Hay una versión creada en Unity por el developer Ignacio Tomas Crespo, tanto para Android como para Windows.